# 埃利孔
埃利孔（德語：Ellikon an der Thur）是瑞士联邦苏黎世州温特图尔区的市镇。该市镇面积为4.92平方千米，海拔高度390米，2018年12月31日人口数为901。

## 外部連結
- 埃利孔官方网站 （页面存档备份，存于） （德文）